# PLANET SEVEN
『PLANET SEVEN』（プラネット セブン）は、三代目 J Soul Brothers from EXILE TRIBEの通算5枚目のオリジナル・アルバムである。2015年1月28日にrhythm zoneから発売された。

## 概要
- 前作『THE BEST/BLUE IMPACT』から約1年ぶりのオリジナル・アルバムである。
- CD+2DVD、CD+2Blu-ray、CD+DVD、CD+Blu-ray、CDのみの全5形態でのリリース。CD・DVD・Blu-rayは同じ内容。初回盤は、デジパック箔押し、透明箔押しスリーブ仕様のほか、全44ページのフォトブック付き。
- CDには、2014年にリリースされた「R.Y.U.S.E.I.」など「春夏秋冬」を題材にしたシングル収録曲8曲と新曲3曲を含む全12曲を収録。
- DVD及びBlu-rayには、シングル表題曲と新曲のミュージック・ビデオや、初収録のライブ映像を収録。

## チャート成績
- 2月9日付のオリコン週間アルバムランキングで、初週50.8万枚を売り上げ初登場1位を獲得した。アルバムは3作連続首位。男性アーティストによるアルバムの初週売上50万枚突破は、嵐の『THE DIGITALIAN』以来。前作『THE BEST/BLUE IMPACT』の累積売上を発売1週目で上回った[4]。
- 6月17日発表の「オリコン2015年上半期ランキング」で、82.0万枚を売り上げアルバムセールス部門の1位を獲得した[2]。上半期ランキング1位はシングル・アルバムを通じてデビュー以来初のことであった[2]。
- 12月23日発表の「第48回オリコン年間ランキング2015」で、86.8万枚を売り上げアルバム部門作品別売上枚数で2位を記録[5]。アルバム部門作品別売上金額で1位を獲得した[5]。

## 出荷枚数
本作は、2015年8月に出荷枚数100万枚を記録し、日本レコード協会からミリオン認定された。出荷枚数100万枚はシングル・アルバムを通じてデビュー以来初のことであった。
なお、本作の売り上げ枚数は前述の通り2015年12月時点で86万枚だったことから、グループの作品の中で初めて売り上げがミリオンに到達したのは、2017年に100万ダウンロードを記録した「R.Y.U.S.E.I.」となる。

## 収録曲

### CD

#### DISC-1
1. Eeny, meeny, miny, moe! (3:54)
作詞：TAKANORI(LL BROTHERS), ALLY / 作曲：T-SK, Jonas Zekkari, BIG-F
  - エースコック「スーパーカップ」CMソング。ベストアルバム「THE JSB WORLD」にも収録されている。
2. R.Y.U.S.E.I. (5:26)
作詞：STY / 作曲：STY, Maozon
  - 13thシングル表題曲。「第65回NHK紅白歌合戦」歌唱楽曲。「第56回日本レコード大賞」大賞。
3. S.A.K.U.R.A. (4:50)
作詞・作曲：STY / ラップ詞：SWAY
  - 12thシングル表題曲。
4. Glory (3:51)
作詞：Amon Hayashi、SHOKICHI / 作曲：HIKARI、SIRIUS、BIG-F
  - 14thシングルカップリング曲。
5. C.O.S.M.O.S. 〜秋桜〜 (4:10)
作詞：小竹正人 / 作曲：Hiroki Sagawa、Ryosuke Saito / 編曲：中野雄太
  - 14thシングル表題曲。
6. Link (4:47)
作詞：登坂広臣 / 作曲：FAST LANE、Erik Lidbom
  - 登坂が初めて作詞を手がけた曲。
7. Wedding Bell 〜素晴らしきかな人生〜 (4:59)
作詞：小竹正人 / 作曲・編曲：h-wonder / ストリングスアレンジ：真部裕
  - 13thシングルカップリング曲。リクルート「今月のゼクシィ」CMソング。
8. Summer Dreams Come True (4:07)
作詞：小竹正人 / 作曲：FAST LANE、Erik Lidbom
  - 13thシングルカップリング曲。
9. All LOVE (6:40)
作詞：今市隆二 / 作曲：Daisuke Kahara / ストリングスアレンジ：前嶋康明
10. 風の中、歩き出す (4:54)
作詞：樫田正剛 / 作曲・編曲：h-wonder / ストリングスアレンジ：CHICA
  - 12thシングルカップリング曲。
11. O.R.I.O.N. (5:06)
作詞：STY / 作曲：STY・Maozon
  - 15thシングル表題曲。アパマンショップ「FCバルセロナキャンペーン」CMソング。
12. O.R.I.O.N. -Maozon @ASYtokyo remix- (5:10) [Bonus Track] 
  - 15thシングル表題曲のリミックスバージョン。

### DVD/Blu-ray

#### DISC-2
[Music Video]
1. S.A.K.U.R.A.
2. R.Y.U.S.E.I.
3. C.O.S.M.O.S. 〜秋桜〜
4. O.R.I.O.N.
5. Eeny, meeny, miny, moe!

[Document]
1. S.A.K.U.R.A.
2. R.Y.U.S.E.I.
3. C.O.S.M.O.S. 〜秋桜〜
4. O.R.I.O.N.
5. Eeny, meeny, miny, moe!

#### DISC-3
三代目 J Soul Brothers LIVE TOUR 2014 “BLUE IMPACT” FINAL @ SAITAMA SUPER ARENA
1. S.A.K.U.R.A.
2. BURNING UP / 三代目 J Soul Brothers VS GENERATIONS
3. Japanese Soul Brothers / 二代目 J Soul Brothers + 三代目 J Soul Brothers
4. 24karats TRIBE OF GOLD / THE SECOND + 三代目 J Soul Brothers + GENERATIONS
5. PRIDE

2014 a-nation stadium fes. 0829 SECRET GUEST
1. R.Y.U.S.E.I.
2. BURNING UP / 三代目 J Soul Brothers VS GENERATIONS
3. FIGHTERS / with EXILE SHOKICHI & SWAY (DOBERMAN INFINITY)
4. 24karats TRIBE OF GOLD / with EXILE TAKAHIRO, EXILE NESMITH, EXILE SHOKICHI, GENERATIONS & DOBERMAN INFINITY

EXILE TRIBE PERFECT YEAR 2014 SPECIAL STAGE “THE SURVIVAL” IN SAITAMA SUPER ARENA 10DAYS PLANET SEVEN Selection
1. SO RIGHT
2. Waking Me Up
3. SOUTHSIDE
4. Wedding Bell 〜素晴らしきかな人生〜